# Motore Ford EcoBoost
Il Ford EcoBoost è una famiglia di motori a benzina a ciclo otto turbocompressi per uso automobilistico prodotti a partire dal 2009 dalla casa automobilistica statunitense Ford, originariamente co-sviluppati da FEV Inc. (FEV North America Inc.).
Sono disponibili a tre o quattro cilindri in linea con quattro valvole per cilindro e due alberi a camme in testa (DOHC). Per il mercato nordamericano sono disponibili anche motori a V di 60° a sei cilindri, montanti in vari modelli Ford e Lincoln.

## Caratteristiche

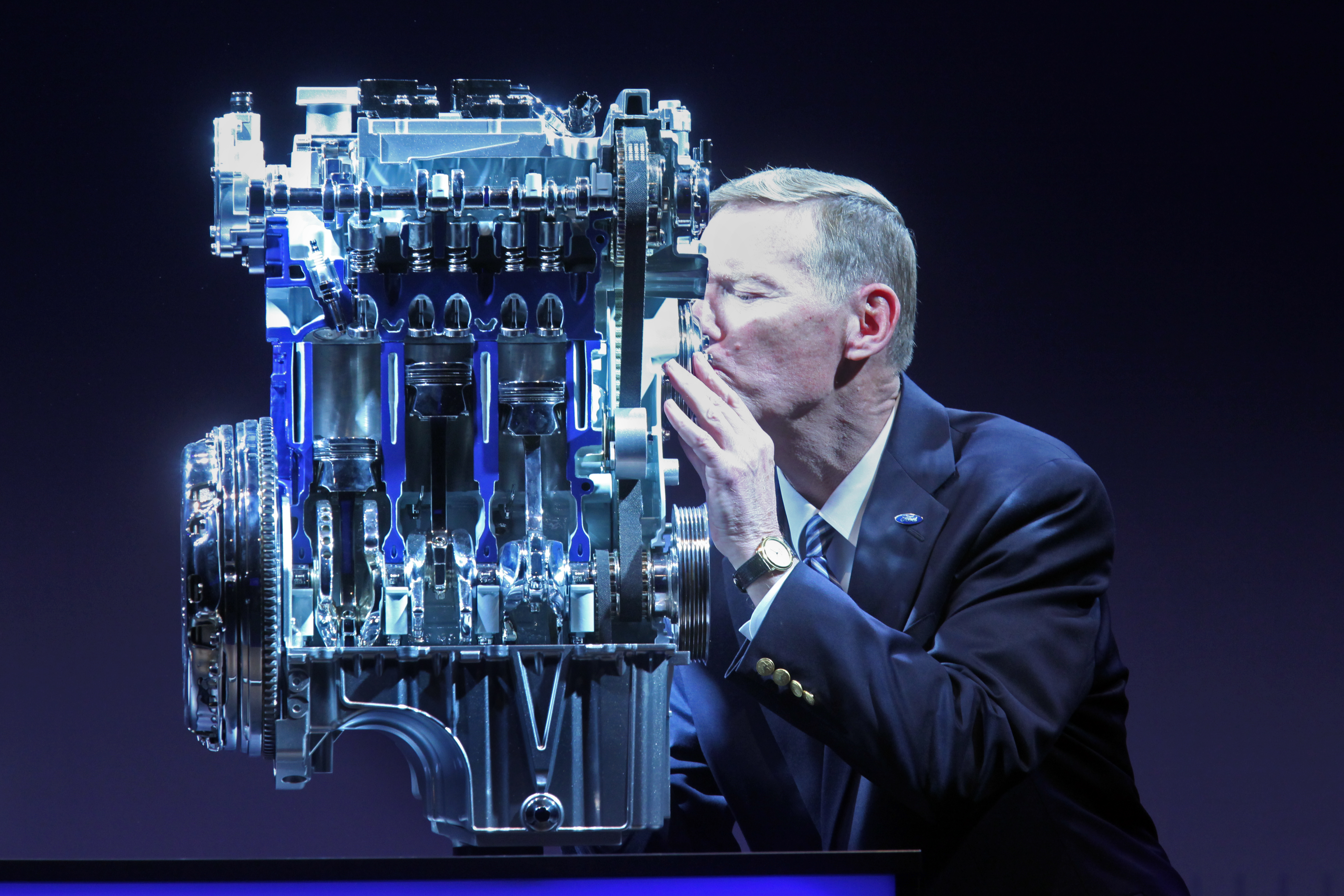
L'amministratore delegato della Ford, Alan Mulally, mentre bacia il motore EcoBoost a tre cilindri

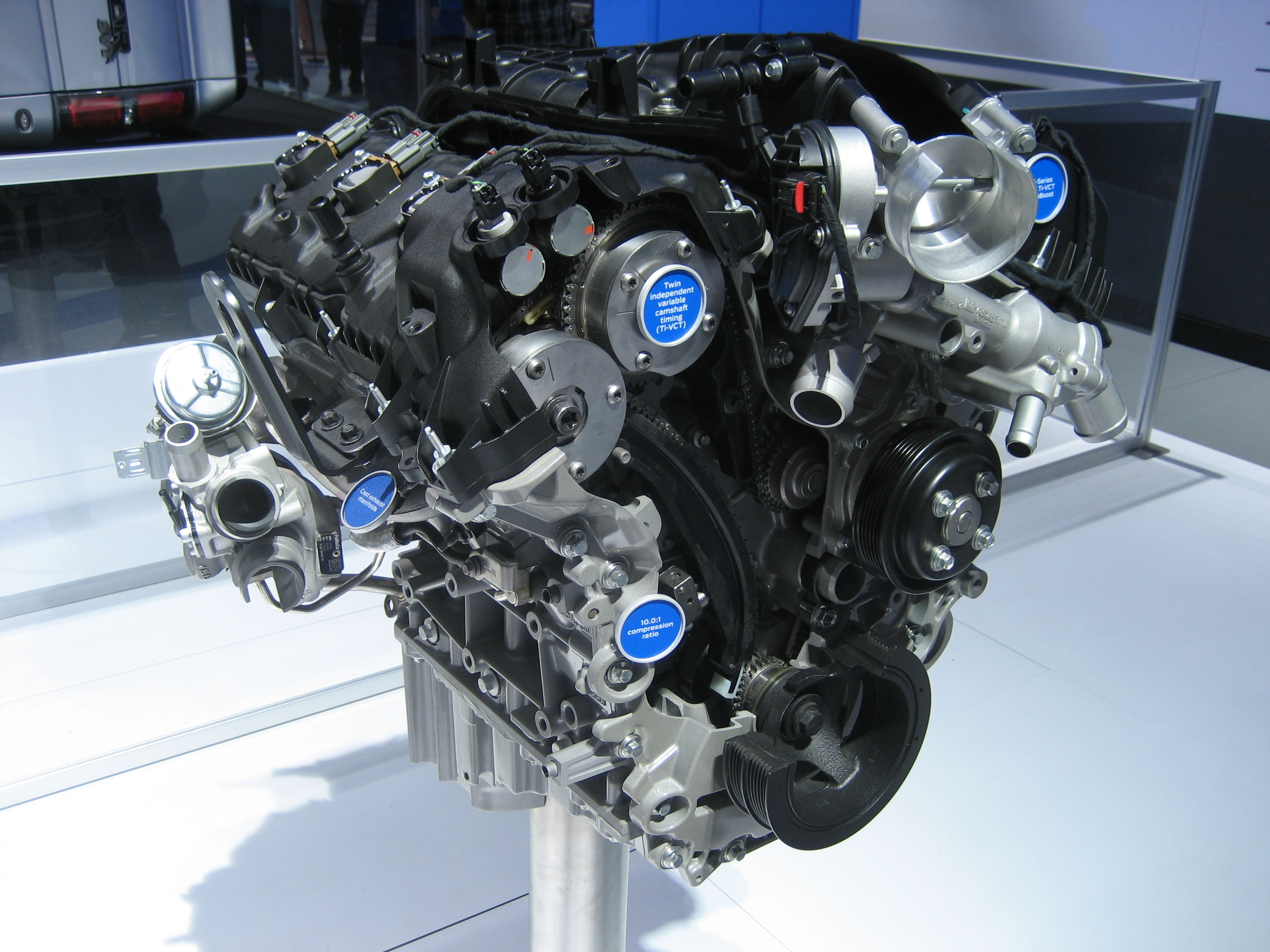
Motore Ford EcoBoost V6

Introdotta per la prima volta in Europa nel 2009 sul prototipo Ford Iosis-MAX, sui modelli di serie ha debuttato ufficialmente nella primavera del 2010 sulle Ford Mondeo III, Ford S-MAX e Ford Galaxy.

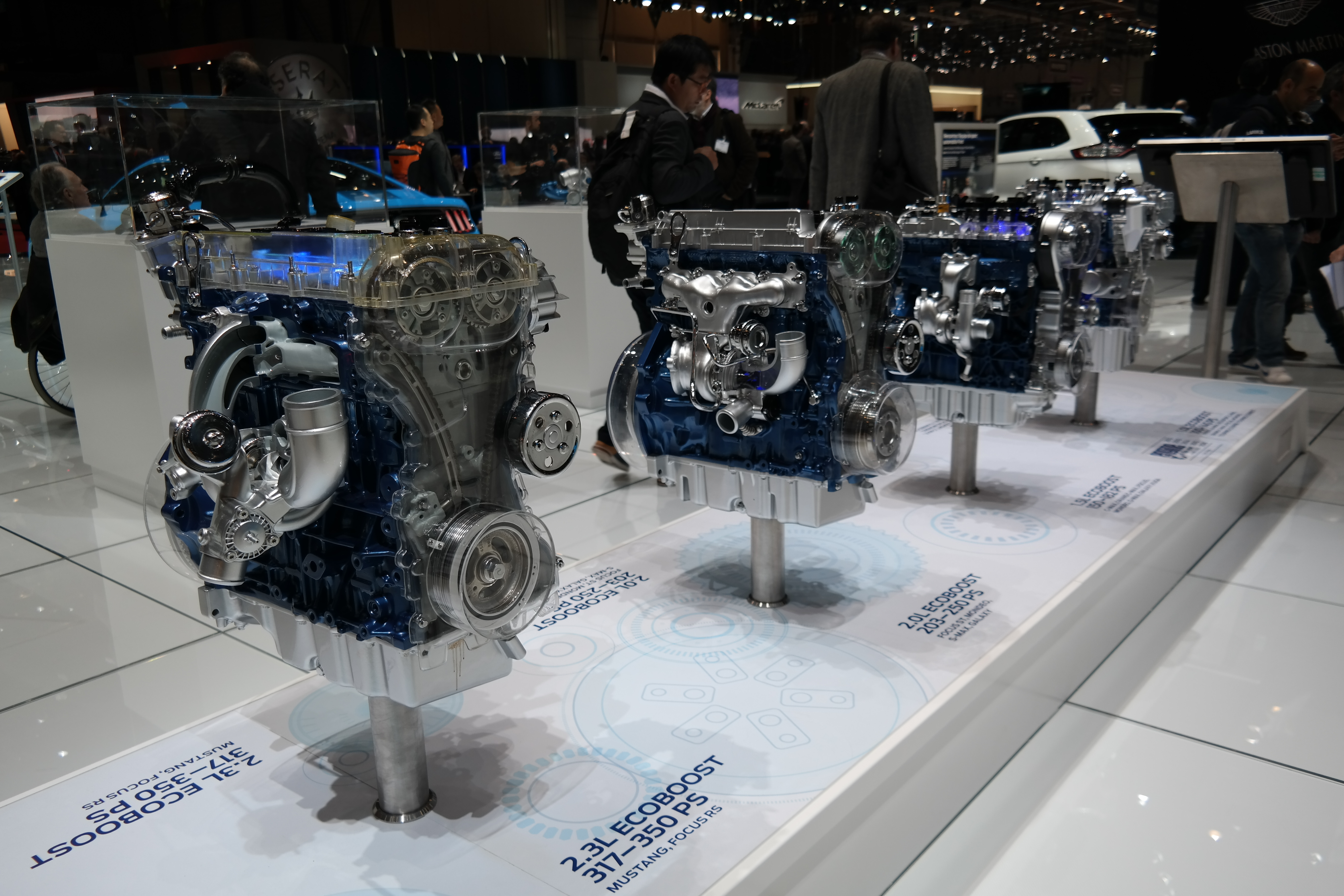
Motori Ford EcoBoost V6

Parte dei costi di sviluppo e di produzione dei motori negli Stati Uniti, sono stati coperti dal programma di prestiti e finanziamenti federali per la produzione di veicoli a tecnologia avanzata del Dipartimento dell'Energia, con un investimento statale di 5,9 miliardi di dollari.

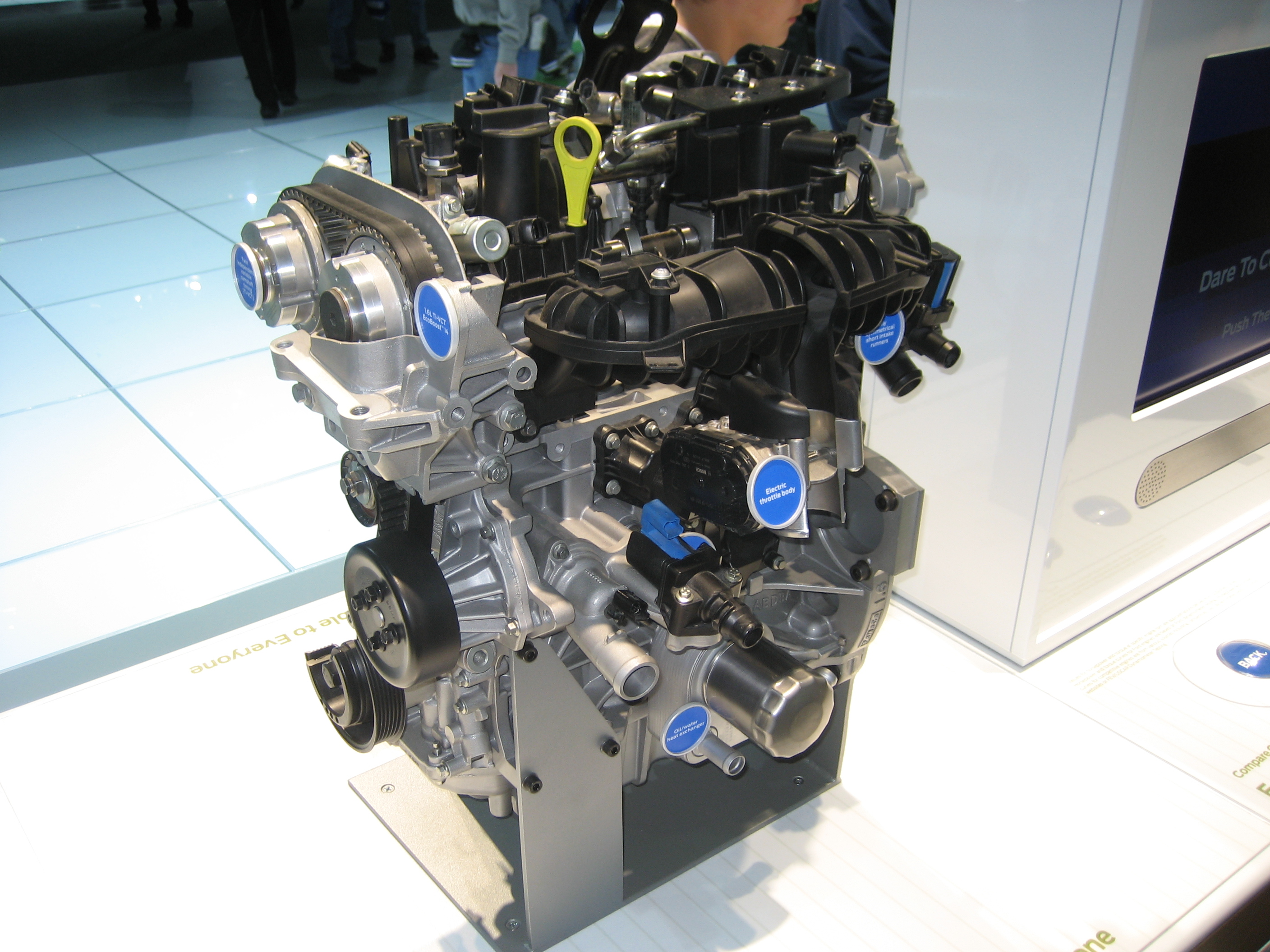
Motore EcoBoost 1,6 litri

I motori V6 EcoBoost vengono assemblati nello stabilimento di Cleveland a Brook Park. I motori a 4 cilindri da 2,0 litri sono stati prodotti nello stabilimento di Valencia in Spagna nel 2009. I motori da 1,6 litri sono assemblati nello stabilimento Bridgend nel Regno Unito. Il motore EcoBoost a 3 cilindri più piccolo con cilindrata di 999 cc è prodotto a Colonia in Germania e in Romania a Craiova.

## Riconoscimenti
- Motore Internazionale dell'Anno 2019[12]